# Admetula vossi
Admetula vossi là một loài ốc biển, là động vật thân mềm chân bụng sống ở biển trong họ Cancellariidae.

## Miêu tả
The maximum shell size is 13 mm

## Phân bố
Loài này có ở Bahamas.